# أغسطس الثاني القوي
فريدرش أوغسطس الأول أو أغسطس الثاني القوي (Augustus II the Strong) ((بالألمانية: August II der Starke)‏؛ (بالبولندية: August II Mocny)‏؛ وُلِد يوم 12 من مايو عام 1670م – وتُوفي يوم 1 من فبراير عام 1733م) كان أمير سكسوني المؤهل لاختيار رأس الإمبراطورية الرومانية المقدسة (باسم فريدرش أوغسطس الأول) ونائب الإمبراطور وأصبح ملك بولندا ودوق ليتوانيا الأعظم (باسم أغسطس الثاني).
تسببت قوته الجسدية المفرطة في تلقيبه ببعض ألقاب القوة مثل: «القوي» و«هرقل ساكسونيا» و«اليد الحديدية.» واستمتع أغسطس في إظهار أحقيته بتلك الألقاب، فكان يقوم بكسر حدوات الخيول بيديه العاريتين ويشترك في رياضات قذف الثعالب ويقوم بقذفها بإصبع واحد.
غيَّر أغسطس ديانته إلى الكاثوليكية الرومانية حتى يجوز انتخابه ليكون ملك الكومنولث البولندي الليتواني. وكان ولاؤه لعائلة هابسبورغ الملكية كعضو في نظام المشبوكة الذهبية.
أفضل ما يمكن تذكره عن أغسطس كناخب ساكسونيا هو إنه كان راعي الفنون والعمارة. حيث قام بتأسيس مدينة دريسدن عاصمة ولاية ساكسونيا وجعلها مركزًا حضاريًا رئيسًا يجذب الفنانين عبر أوروبا إلى بلاطه الملكي. وقام أيضًا بتجميع مجموعة من القطع الفنية الرائعة وبناء قصور مفرطة الزخارف في مدينتي دريسدن ووارسو.
لم ينجح حكم أغسطس على بولندا. حيث إنه ورَّط الكومنولث البولندي الليتواني في حرب الشمال العظمى وانتهت الحرب إلى فرض الإمبراطورية الروسية سيطرتها على الكومنولث بالإضافة إلى إنه فشل في تقوية سلطته الملكية وفي تحقيق أي إصلاحات داخلية في
الكومنولث.

## مقتبل العمر
ولد أغسطس في درسدن في 12 مايو عام 1670، كان الابن الأصغر للناخب يوهان غيورغ الثالث وآنا صوفي أميرة الدنمارك. بصفته الابن الثاني، لم يتوقع أغسطس وراثة الحكم، منذ أن تولى شقيقه الأكبر، يوهان غيورغ الرابع، المنصب بعد وفاة والدهما في 12 سبتمبر عام 1691. تعلم أغسطس جيدًا وقضى عدة سنوات في السفر وفي القتال ضد فرنسا.
تزوج أغسطس كريستين ايبرهاردين من براندنبورغ-بايرويت في بايرويت في 20 يناير عام 1693. كان لديهم ابنًا، فريدرش أغسطس الثاني (1696-1763)، خلف والده ناخب ساكسونيا وملك بولندا بلقب أغسطس الثالث.
في أثناء وجوده في البندقية خلال موسم الكرنفال، أصيب شقيقه الأكبر، الناخب يوهان غيورغ الرابع، بعدوى الجدري من عشيقته ماغدالينا سيبيلا من نايدشوتس. في 27 أبريل عام 1694، توفي يوهان غيورغ دون قضية مشروعة وأصبح أغسطس ناخب ساكسونيا، حاملًا لقب فريدرش أغسطس الأول.

## اعتناقه الكاثوليكية

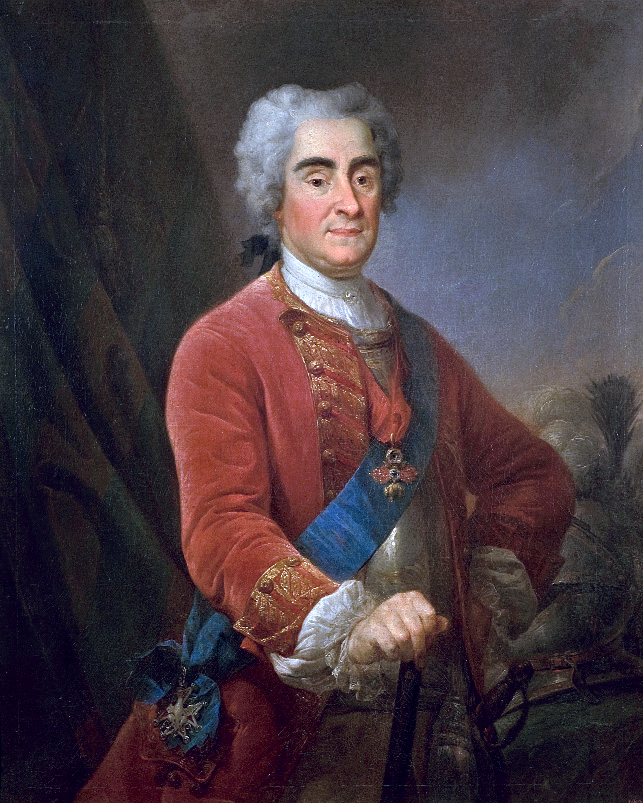
أغسطس الثاني

بهدف التأهل للانتخاب على عرش الكومنولث البولندي الليتواني في عام 1697، وجب على أغسطس التحول إلى الرومانية الكاثوليكية. كان يُطلق على دوقات الساكسون تقليديًا لقب «أبطال الإصلاح البروتستانتي». كانت ساكسونيا معقلًا للبروتستانتية الألمانية، لذا اعتُبر تحول أغسطس أمرًا صادمًا في أوروبا البروتستانتية. رغم أن الأمير الناخب ضَمن المحافظة على الوضع الديني الراهن لساكسونيا، سبّب تحول أغسطس تحول العديد من رعاياه البروتستانت. نتيجة الإنفاق الهائل للأموال على رشوة النبلاء ورجال الدين البولنديين، سخر معاصرو أغسطس من طموحات دوق ساكسونيا ووصفوها بأنها «مغامرته البولندية».
اتبعت سياسته الكنسية داخل الإمبراطورية الرومانية المقدسة اللوثرية الأرثوذكسية وتعارضت مع قناعاته الدينية والاستبدادية الجديدة. كان الأمراء البروتستانت للإمبراطورية والناخبين البروتستانتيين المتبقيين (لهانوفر وبروسيا) حريصين على إبقاء ساكسونيا متكاملة ضمن معسكرهم. وفقًا لمعاهدة صلح أوغسبورغ، كان لدى أغسطس نظريًا الحق في إعادة إدخال الكاثوليكية الرومانية، أو على الأقل منح الحرية الدينية الكاملة لزملائه الكاثوليك في ساكسونيا، لكن هذا لم يحدث أبدًا. ظلت ساكسونيا لوثرية وكان العدد القليل من الروم الكاثوليك المقيمين في ساكسونيا يفتقرون إلى أي حقوق سياسية أو مدنية. في عام 1717، توضحت صعوبة الأمور: لتحقيق خططه الأسرية الطموحة في بولندا وألمانيا، وجب على ورثة أغسطس أن يصبحوا كاثوليك رومانيين. بعد خمس سنوات من تحوله، صرّح ابنه—أغسطس الثالث (مستقبلًا)—علنًا عن تحولهإلى الكاثوليكية الرومانية. شعر سكان ساكسون بالغضب والثوران إذ أصبح واضحًا أن تحوله إلى الكاثوليكية لم يكن شكليًا فحسب، بل وجوهريًا أيضًا.
منذ صلح وستفاليا، كان ناخب ساكسونيا مدير الهيئة البروتستانتية في الرايخستاغ. لتهدئة الدول البروتستانتية الأخرى في الإمبراطورية، فوض أغسطس إدارة الهيئة البروتستانتية إلى يوهان أدولف الثاني، دوق ساكس-فايسنفلز. عندما تحول ابن الناخب أيضًا إلى الكاثوليكية، شهد الناخبون تعاقبًا كاثوليكيًا وراثيًا بدلًا من العودة إلى ناخب بروتستانتي عند وفاة أغسطس. عندما أصبح التحول علنيًا في عام 1717، حاول ناخبو براندنبورغ-بروسيا وهانوفر طرد ساكسونيا من الإدارة وتعيين أنفسهم مديرين مشتركين، لكنهم توقفوا عن المحاولة في عام 1720. احتفظت ساكسونيا بإدارة الهيئة البروتستانتية في الرايخستاغ حتى تفكك الإمبراطورية الرومانية المقدسة عام 1806، رغم أن جميع ناخبي ساكسونيا المتبقين كانوا من الكاثوليك.
رفضت زوجة أغسطس، الناخبة كريستين ايبرهاردين، أن تحذو حذو زوجها وظلت بروتستانتية ثابتة. لم تحضر تتويج زوجها في بولندا وعاشت حياة هادئة خارج درسدن، واكتسبت بعض الشعبية بسبب عنادها.